# 맨 프롬 UNCLE
《맨 프롬 U.N.C.L.E.》(영어: The Man from U.N.C.L.E.)은 2015년 공개된 미국과 영국의 첩보 액션 코미디 영화이다. 가이 리치가 연출하고, 리치와 라이어널 위그럼이 각본을 맡았다. 이언 플레밍과 노먼 펠턴, 샘 롤프가 제작한 MGM의 동명의 텔레비전 시리즈 《첩보원 0011》(1964-68)을 원작으로 한다. 헨리 캐빌, 아미 해머, 알리시아 비칸데르, 엘리자베스 더비키, 재러드 해리스, 휴 그랜트 등이 출연했으며, 랫팩듄 엔터테인먼트와 데이비스 엔터테인먼트가 제작했다.
제작자 존 데이비스는 1993년에 원작 텔레비전 시리즈에 대한 영화 제작·각색 권리를 획득했다. 하지만 각본이 여러 번 다시 쓰이면서 영화는 개발 지옥 상태에 빠지고 말았다. 여러 해가 흐르는 사이 매슈 본, 데이비드 돕킨, 스티븐 소더버그 등이 감독 내정 후보에 올랐다. 2013년 3월 리치가 감독으로 최종 계약되었다.
2015년 8월 2일 바르셀로나에서 시사회를 가졌고, 워너 브라더스를 통해 8월 14일 개봉되었다. 영화는 엇갈린 평가를 받으며 제작비 7,500만 달러 대비 1억 900만 달러 월드와이드 수익이라는 실망스러운 박스오피스 성적을 거뒀다. 2015년에 이 영화를 비롯하여 여러 영화들에 출연한 비칸데르는 세 비평가 협회로부터 올해의 배우상과 신인상을 수상했다.
2015년 11월 17일 워너 홈 비디오를 통해 DVD와 블루레이 디스크가 발매되었다.

## 줄거리
1963년 나치 동조자 알렉산더와 빅토리아 빈치구에라 부부는 가비 텔러의 아버지인 핵물리학자 우도 텔러를 이용하여 핵무기를 개발하려 하고 있다. CIA 요원 나폴리언 솔로와 KGB 요원 일리야 쿠리야킨은 빈치구에라 부부를 저지하기 위해 공조하라는 명령을 받는다.

## 출연진
- 헨리 캐빌 - 나폴리언 솔로 역
- 아미 해머 - 일리야 쿠리야킨 역
- 알리시아 비칸데르 - 가비 텔러 역
- 엘리자베스 더비키 - 빅토리아 빈치구에라 역
- 재러드 해리스 - 에이드리언 샌더스 역
- 휴 그랜트 - 알렉산더 웨이벌리 역
- 루카 칼바니 - 알렉산더 빈치구에라 역
- 미샤 쿠즈네초프 - 올레크 역
- 질베스터 그로트 - 루디 삼촌 역
- 크리스티안 베르켈 - 우도 텔러 박사 역
- 시모나 카파리니 - 백작 부인 역
- 마리안나 디마르티노 - 호텔 여직원 역
- 데이비드 베컴 - 영사 기사 역